# Tubawurzel

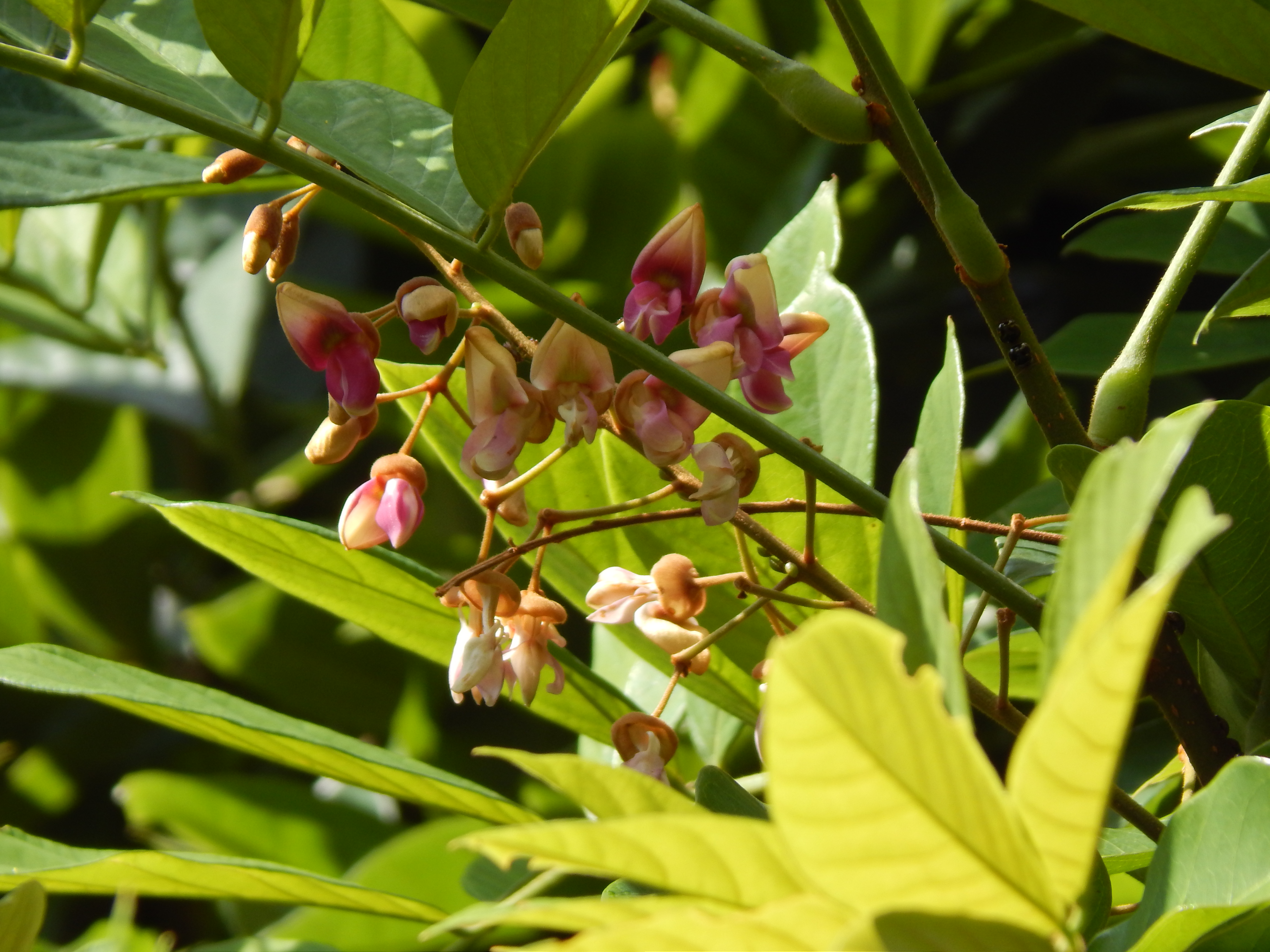
Blüten

Die Tubawurzel (Paraderris elliptica) ist eine Pflanzenart aus der Gattung (Paraderris) in der Unterfamilie der Schmetterlingsblütler (Faboideae) innerhalb der Familie der Hülsenfrüchtler (Fabaceae). Sie ist im südlichen Asien und Südostasien heimisch.

## Beschreibung

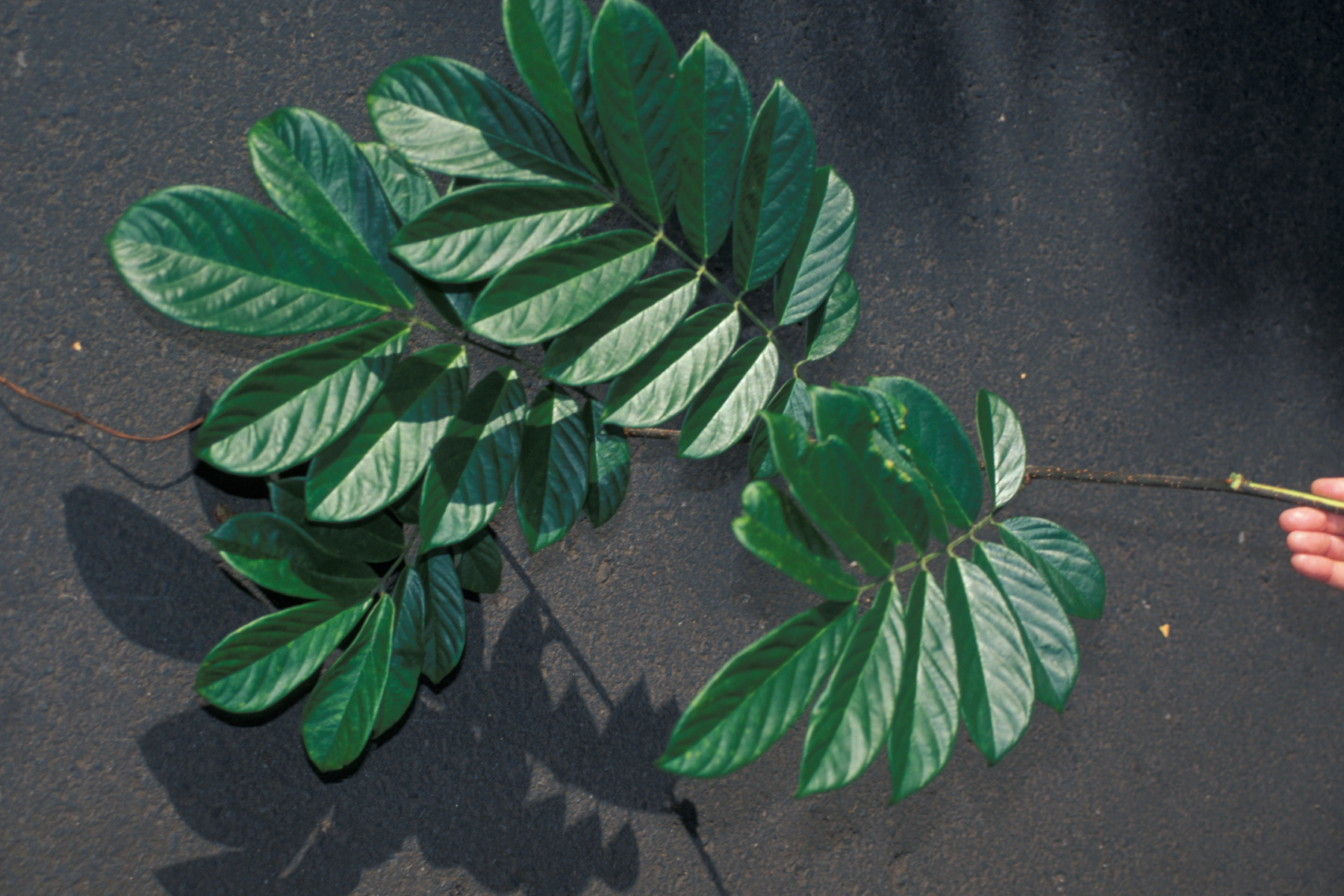
Sprossachse mit den relativ großen unpaarig gefiederten Laubblättern

### Erscheinungsbild und Blatt
Die Tubawurzel wächst als robuste, immergrüne Liane und erreicht Wuchshöhen oder Längen von 7 bis 15 Meter. Die Rinde junger Zweige, die Blattrhachis, die Blatt- und Blättchenstiele sind dicht bräunlich flaumig behaart. Die Rinde der älteren Zweige ist kahl und verstreut mit braunen Lentizellen bedeckt.
Die wechselständig angeordneten Laubblätter sind in Blattstiel und -spreite gegliedert. Die Blätter sind einschließlich des 4 bis 12 Zentimeter langen, gerillten Blattstieles, mit einem kleinen Pulvinus, 20 bis 35 Zentimeter lang mit gerillter Rhachis. Die unpaarig gefiederte und schwach behaarte Blattspreite enthält 9 bis 13 Fiederblättchen. Die dick pergamentartigen, kurz gestielten und ganzrandigen, unterseites helleren Blättchen sind bei einer Länge von 6 bis 15,5 Zentimeter und einer Breite von 2 bis 5 Zentimeter länglich, elliptisch oder verkehrt-eiförmig mit mehr oder weniger keilförmiger bis spitzer Basis und stumpf bespitztem oberen Ende. Die Nebenblätter sind relativ klein. Reduzierte und nadelförmige Nebenblättchen können vorkommen.

### Blütenstand und Blüte
Die Blütezeit reicht in China von April bis Mai. Achselständig auf 8 bis über 12 Zentimeter langen, flaumig behaarten Blütenstandsschäften stehen die Blütenstände. Der scheintraubige Blütenstand enthält viele Blüten. Die dicht flaumig behaarte Blütenstandsrhachis besitzt kurze Verzweigungen mit jeweils drei oder vier Blüten. Die Tragblätter sind kürzer als die dazugehörigen Blütenknospen. Es sind Deckblätter vorhanden. Der dicht flaumig behaarte Blütenstiel ist 6 bis 8 Millimeter lang.
Die Blüten sind bei einer Länge von etwa 2 Zentimeter zygomorph und fünfzählig mit doppelter Blütenhülle. Die kleinen, fünf dicht seidig behaarten Kelchblätter sind flach becherförmig verwachsen und enden in fünf kurzen Zähnen. Die fünf rosafarbenen bis weißlichen, 1,5 bis 1,8 Zentimeter langen Kronblätter stehen in der typischen Form der Schmetterlingsblütler zusammen. Die kurz genagelte, außen fein bräunlich behaarte Fahne ist bei einer Breite von 1,2 bis 1,5 Zentimeter fast kreisförmig mit ausgerandetem oberen Ende. Flügel und Kiel sind etwa gleich lang. Das einzige Fruchtblatt ist dicht flaumig behaart. Die Staubblätter sind einbrüderig verwachsen. Es ist ein Diskus vorhanden.

### Frucht und Samen
Die holzige und oft nicht öffnende, kurz bis schwach geflügelte Hülsenfrucht ist bei einer Länge von 3,5 bis 10 × 1,5 bis 2 Zentimeter länglich sowie abgeflacht und enthält ein bis vier Samen. Die Hülsenfrucht ist anfangs flaumig behaart und verkahlt dann. Die Bauchnaht besitzt eine etwa 0,5 Millimeter breite und die Rückennaht eine etwa 2 Millimeter breite Kante (Flügel). Die Früchte reifen in China im Juni. Die abgeflachten Samen sind bis 1,3 Zentimeter lang und bohnen-, nierenförmig.

## Inhaltsstoffe
Ihre unterirdischen Pflanzenteile enthalten 0,5 bis 6 % Rotenon, ein starkes natürliches Insektizid.

## Verwendung
Die gemahlenen Wurzeln der Tubawurzel werden als Fischgift (Piscizid, Barbasco) genutzt. Die Tubawurzel wird für die Verwendung als Insektizid angebaut.

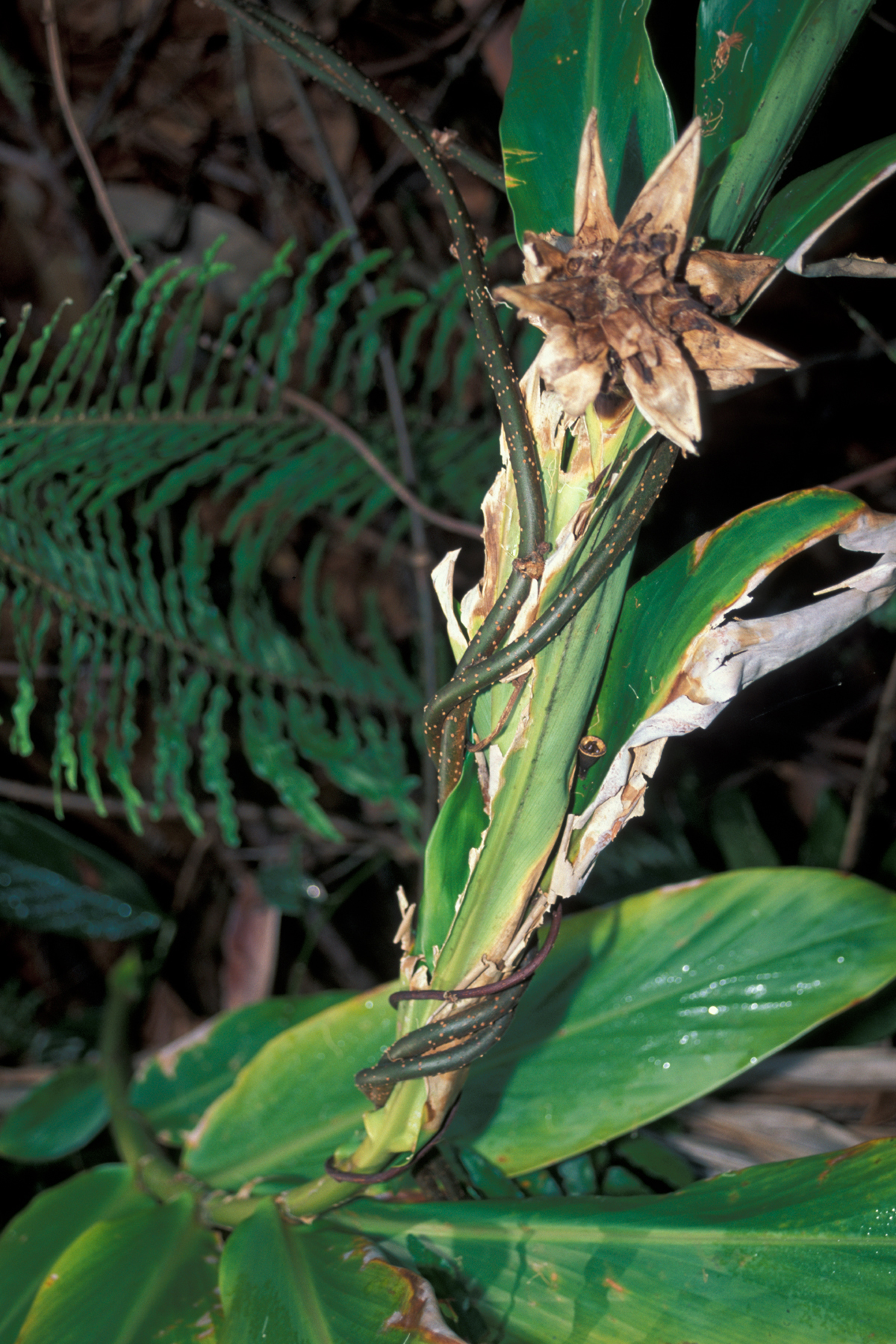
Sie erwürgt die anderen Pflanzenarten

## Verbreitung
Paraderris elliptica ist ursprünglich in Indien, Laos, Kambodscha, Thailand, Singapur, Vietnam, Malaysia, Indonesien und auf den Philippinen heimisch. Sie wird in den Tropen fast weltweit angebaut.
Sie gilt in auf Hawaii, Fidschi und im westlichen Polynesien als invasive Pflanze mit hohem Risiko der Ausbreitung. Sie gedeiht aggressiv, erwürgt und bedeckt jede Vegetation und bildet dichte Pflanzendecken, die jedes Wachstum anderer Pflanzenarten durch Beschattung verhindert.

## Taxonomie
Die Erstbeschreibung erfolgte 1832 unter dem Namen (Basionym) Pongamia elliptica Wall. durch Nathaniel Wallich in Plantae Asiaticae Rariores, 3, S. 20, Tafel 237. Dieser Name ist nicht zulässig, da ihn 1826 Robert Sweet in Hortus Britannicus, S. 131 für eine andere Art der Fabaceae früher veröffentlicht hat. Fredericus Arnoldus Constantin Basil Adema führte 2000 die Neukombination zum heute gültigen Namen Paraderris elliptica (Wall.) Adema in: Thai Forest Bulletin - Botany, Volume 28, S. 11 durch. Weitere Synonyme für Paraderris elliptica (Wall.) Adema sind: Derris elliptica (Wall.) Benth., Galedupa elliptica Roxb. Pongamia hypoleuca Miq. oder Deguelia elliptica (Roxb.) Taub. u. a.